# Рока ди Нето
Рока ди Нето (итал. Rocca di Neto) је насеље у Италији у округу Кротоне, региону Калабрија.
Према процени из 2011. у насељу је живело 4623 становника. Насеље се налази на надморској висини од 48 м.

## Становништво
Према резултатима пописа становништва 2011. у општини је живело 5.594 становника.
| 1931. | 1936. | 1951. | 1961. | 1971. | 1981. | 1991. | 2001. | 2011. |
| ----- | ----- | ----- | ----- | ----- | ----- | ----- | ----- | ----- |
| 2.027 | 2.462 | 3.876 | 4.631 | 4.738 | 5.207 | 5.499 | 5.614 | 5.594 |